# Le Destin de Léopold Ier
Pour plus de détails, voir Fiche technique et Distribution.
Le Destin de Léopold Ier (The First Gentleman) est un film britannique réalisé par Alberto Cavalcanti, sorti en 1948.
Le film décrit la vie du futur Léopold Ier, futur roi des belges au début du 19è siècle.

## Synopsis
En 1810, au château de Windsor des médecins annoncent à la reine Charlotte que son époux le roi George III ne recouvrera pas la raison, ce qui fait du prince de Galles, George, le régent du royaume. Ce dernier prévoit de marier sa fille unique, la princesse Charlotte, au prince Guillaume d'Orange et leurs fiançailles sont immédiatement annoncées. Cependant, Charlotte montre plus d'intérêt pour le prince Léopold, un prince allemand désargenté, qui vit en Angleterre. Son père tente de lui imposer son opinion malgré le fait qu'il soit lui-même séparé de sa femme Caroline et entretient une relation avec Isabella, sa maîtresse de longue date.
Un jour, Charlotte part rendre visite à sa mère à Connaught House sans autorisation et John Fisher, évêque de Salisbury, est envoyé pour la récupérer ainsi que de Henry Brougham, un conseiller du gouvernement. Ils la persuadent par tous les moyens de retourner vivre au château de Windsor et de rester avec sa grand-mère, la reine Charlotte pendant encore au moins 18 mois, ce qu'elle accepte à contrecœur. Entre-temps, lors d'un voyage sur le continent, le prince Léopold, apprenant par le prince Guillaume d'Orange qu'il rencontre, que ses fiançailles avec Charlotte ont été rompues depuis longtemps, retourne en Angleterre. Plus tard, le prince régent organise un dîner au pavillon de Brighton, récemment achevé, lorsqu'une foule commence à se rassembler. Ils acclament Charlotte lorsqu'elle se rend à la fenêtre pour regarder le feu d'artifice mais huent son père lorsqu'il apparaît à ses côtés. S'informant de la raison de ces conspuassions, ses conseillers lui font comprendre que s'il laissait sa fille épouser Léopold, il serait acclamé., ce qui le persuade de laisser Charlotte se marier. Il lui rappelle cependant que comme il est de la responsabilité de l'État d'entretenir les dépenses du Prince Léopold, ce dernier serait mieux placé comme souverain du Hanovre ce que refuse sa fille, insistant pour qu'ils vivent en Angleterre.
Le couple se marie et reçoit Claremont House comme cadeau de mariage et Charlotte tombe bientôt enceinte mais leur fils est mort-né, faisant qu'elle tombe immédiatement malade elle aussi et mourant peu avant l'arrivée de son père. Celui-ci est dévasté de voir deux générations disparues en un instant. En deuil, il organise des funérailles dignes d'une reine. 18 mois plus tard, il assiste au baptême de la fille de son neveu, le prince Edward. 
Ils discutent alors sur la manière de la nommer et hésitent entre Alexandrina ou Charlotte mais choisissent finalement Victoria comme nom royal approprié.

## Fiche technique
- Titre : Le Destin de Léopold Ier
- Titre original : The First Gentleman
- Réalisation : Alberto Cavalcanti
- Scénario : Reginald Long (en) et Nicholas Phipps (en), d'après la pièce éponyme de Norman Ginsbury (en)
- Producteurs : Joseph Friedman (en) et Ivan Lassgallner (associé)
- Musique : Lennox Berkeley
- Directeur musical : Thomas Beecham
- Directeur de la photographie : Jack Hildyard
- Directeur artistique : C. P. Norman
- Costumes : Elizabeth Haffenden
- Montage : Marjorie Saunders (en)
- Compagnie de production : Columbia British Productions
- Compagnie de distribution : Columbia Pictures
- Drame historique en noir et blanc
- Durée : 111 minutes
- Dates de sorties :
  -  Royaume-Uni : 31 mai 1948
  -  France : 4 août 1949

## Distribution
- Jean-Pierre Aumont : le prince Léopold
- Joan Hopkins (en) : la princesse Charlotte de Galles
- Cecil Parker : le prince Régent
- Margaretta Scott : Lady Hertford (en)
- Jack Livesey (en) : le prince Édouard-Auguste de Kent
- Ronald Squire : Henry Brougham
- Athene Seyler : Mlle Knight (en)
- Anthony Hawtrey (en) : Sir Richard Croft
- Hugh Griffith : évêque de Salisbury (en)
- Gerard Heinz (en) : Dr Stockmar
- George Curzon : le duc d'York
- Betty Huntley-Wright (en) : la princesse Élisabeth
- Tom Gill (en) : le prince Guillaume
- Lydia Sherwood (en) : la princesse Augusta-Sophie
- Frances Waring : la reine Charlotte